# Chapman River (vattendrag i Australien, Western Australia, lat -16,05, long 127,22)
Chapman River är ett vattendrag i Australien. Det ligger i delstaten Western Australia, omkring 2 100 kilometer nordost om delstatshuvudstaden Perth.
Omgivningarna runt Chapman River är i huvudsak ett öppet busklandskap. Trakten runt Chapman River är nära nog obefolkad, med mindre än två invånare per kvadratkilometer. Genomsnittlig årsnederbörd är 1 093 millimeter. Den regnigaste månaden är februari, med i genomsnitt 283 mm nederbörd, och den torraste är augusti, med 1 mm nederbörd.